# Орден «Мугунхва»
Великий Орден «Мугунхва» (кор. 무궁화대훈장) — вища державна нагорода Республіки Корея. Орденом нагороджуються: президент Республіки Корея і його дружина, глави зарубіжних держав та урядів і їх дружини. При цьому Великий Орден «Мугунхва» для нагородження громадян Республіки Корея має золотий колір, для іноземних громадян — срібний. Згідно статусу, Великим Орденом «Мугунхва» нагороджуються особи, що внесли «видатний внесок у справу зміцнення та розвитку держави, забезпечення миру і процвітання народів».
«Мугунхва» — це квітка гібіск, у перекладі з корейської означає «вічно квітуча троянда», інша назва — «китайська троянда». Гібіск є сортом, притаманним корейському півострову та має велике культурне значення в корейській історії. Є державним символом Республіки Корея, зображується на атрибутах державної влади.
Нагорода заснована 13 серпня 1949. У 1967 і 1973 у статут ордену вносилися зміни. З моменту його заснування нагороджено всього 117 осіб, головним чином, президенти та прем'єр-міністри закордонних держав, у тому числі Франції, Великій Британії, Бразилії, Малайзії, Мексики, Філіппін, з якими Республіка Корея має особливо тісні, дружні стосунки.